# Civil War Memorial (Sycamore)
El Civil War Memorial de Sycamore, sede del condado de DeKalb, Illinois, Estados Unidos, también conocido como DeKalb County Civil War Memorial, es un monumento en memoria de los miles de residentes del condado de DeKalb que participaron en la Guerra de Secesión. Está situado en una plaza enfrente del Palacio de Justicia del Condado de DeKalb, en Sycamore. El monumento fue erigido en 1896 y dedicado en 1897. Cuenta con un obelisco de 15,2 metros de altura. Su base está adornada con esculturas de cobre realizadas por un escultor anónimo. En la parte este del memorial, la palabra "Antietam", refiriéndose a la batalla de Antietam, está escrita erróneamente. Fue restaurado por primera vez entre 2005 y 2006.
El memorial está incluido entre los 187 edificios y estructuras consideradas como "propiedad contribuidora" (contributing property en inglés) al Sycamore Historic District (Distrito Histórico de Sycamore). El distrito histórico fue añadido al Registro Nacional de Lugares Históricos de los Estados Unidos el 2 de mayo de 1978 con el número de referencia 78003104. El monumento tiene también importancia artística y ha sido incluida por el Smithsonian American Art Museum en su base de datos, siendo una de las pocas esculturas de este condado incluidas en ésta. El Civil War Memorial es propiedad del condado de DeKalb.

## Historia

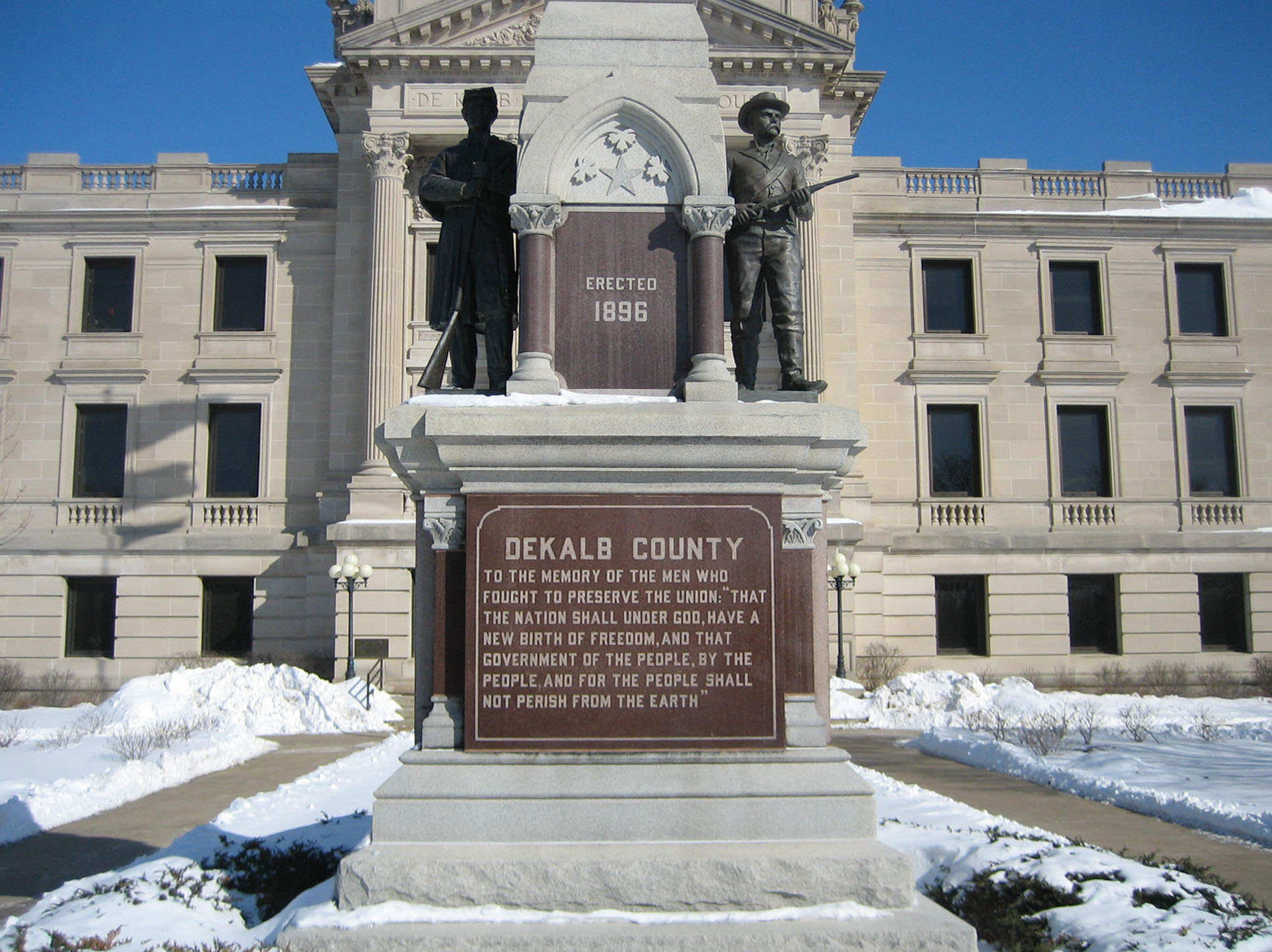
Detalle de la base del monumento.

El DeKalb County Civil War Memorial y las esculturas que lo adornan, obra de un escultor anónimo, se instalaron enfrente del Palacio de justicia del condado de DeKalb en 1896. El monumento conmemorativo, propiedad del condado, se encuentra en la plaza pública de Sycamore, la sede de condado, y tiene 15,2 metros de altura. El 30 de mayo de 1897, la estructura se dedicó a las 2.388 personas del condado de DeKalb que tomaron parte militarmente en la Guerra de Secesión.
Las estatuas que adornan el monumento fueron restauradas en julio de 2005. El condado de DeKalb asignó 15.000 dólares estadounidenses para el proyecto, que entre otras tareas, debía reparar una hendidura en una de las estatuas de los soldados y una grieta en la base de la otra escultura. El proyecto duró seis meses aproximadamente; las estatuas fueron retiradas durante el tiempo que duró la restauración y reinstaladas en sus lugares correspondientes en marzo de 2006. Durante la restauración se descubrió que, contrariamente a lo que se pensaba, las estaturas eran de cobre en lugar de bronce. El trabajo de restauración, el primero que se llevaba a cabo en el monumento en sus 110 años de historia, tuvo un coste final de 16.500 dólares estadounidenses. Tres meses después de que finalizaran los trabajos de restauración, una de las estaturas fue retirada una segunda vez debido a que el metal empezaba a oxidarse.

## Diseño

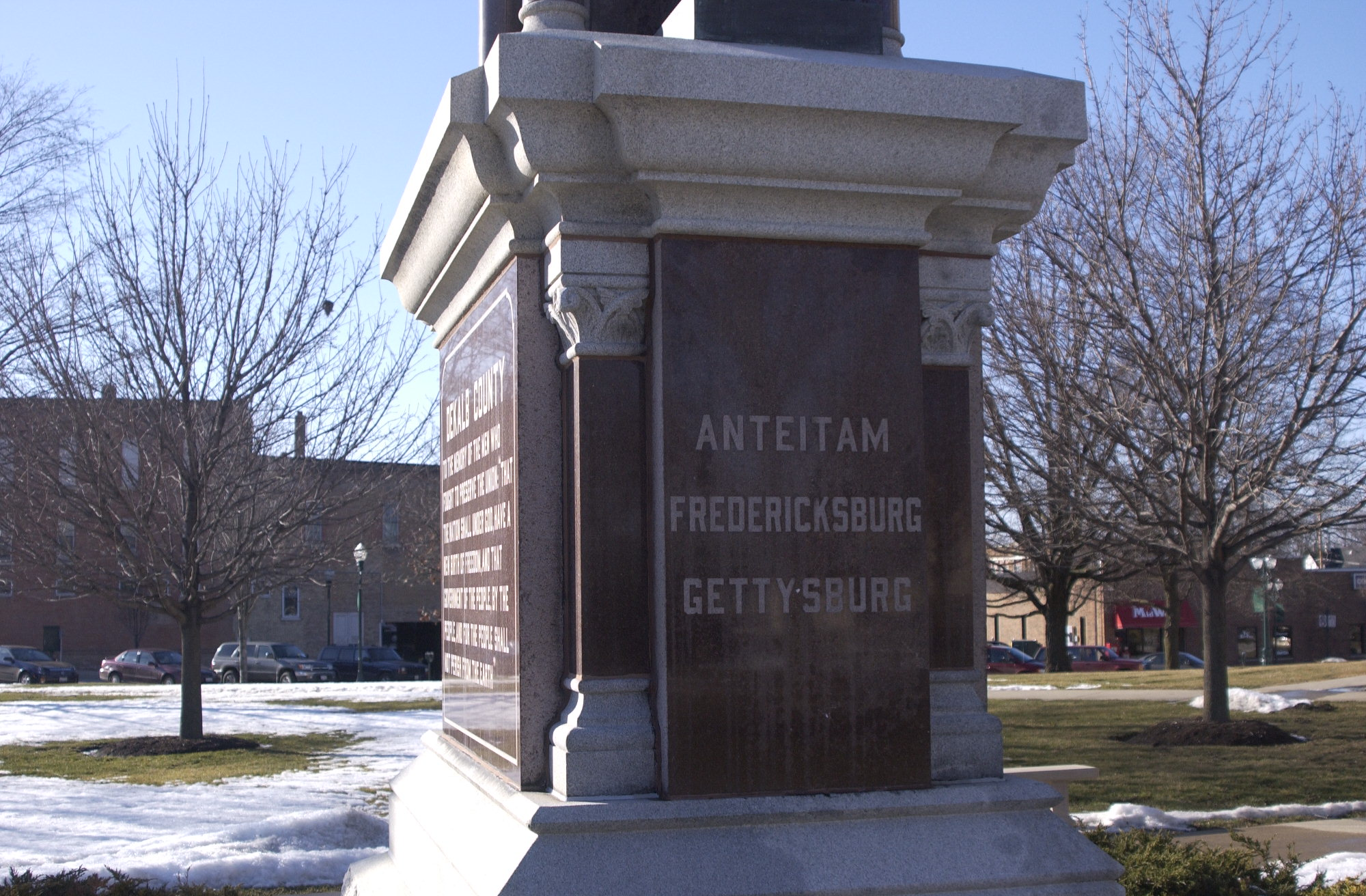
Lado este del monumento, con la placa de mármol con los nombres de Antietam, Fredericksburg y Gettysburg. Véase que Antietam está escrito erróneamente como "Anteitam".

El monumento conmemorativo, de 15,2 metros de altura, tiene una base de 3 x 1,8 metros. El monumento fue construido con una combinación de mármol, mampostería y el metal usado para los soldados esculpidos de cobre y mampostería. La estructura también incorporó madera en su diseño. Los rifles de las figuras y la base sobre la que reposan son de madera. La cara frontal está adornada con una placa de mármol grabada con un extracto del Discurso de Gettysburg de Abraham Lincoln. Cada uno de los lados, también acabados en mármol, están adornados con los nombres de las batallas y campañas más importantes de la guerra. La palabra "Antietam", que representa a la Batalla de Antietam, está mal escrita en el lado este, estando escrita como "Anteitam".

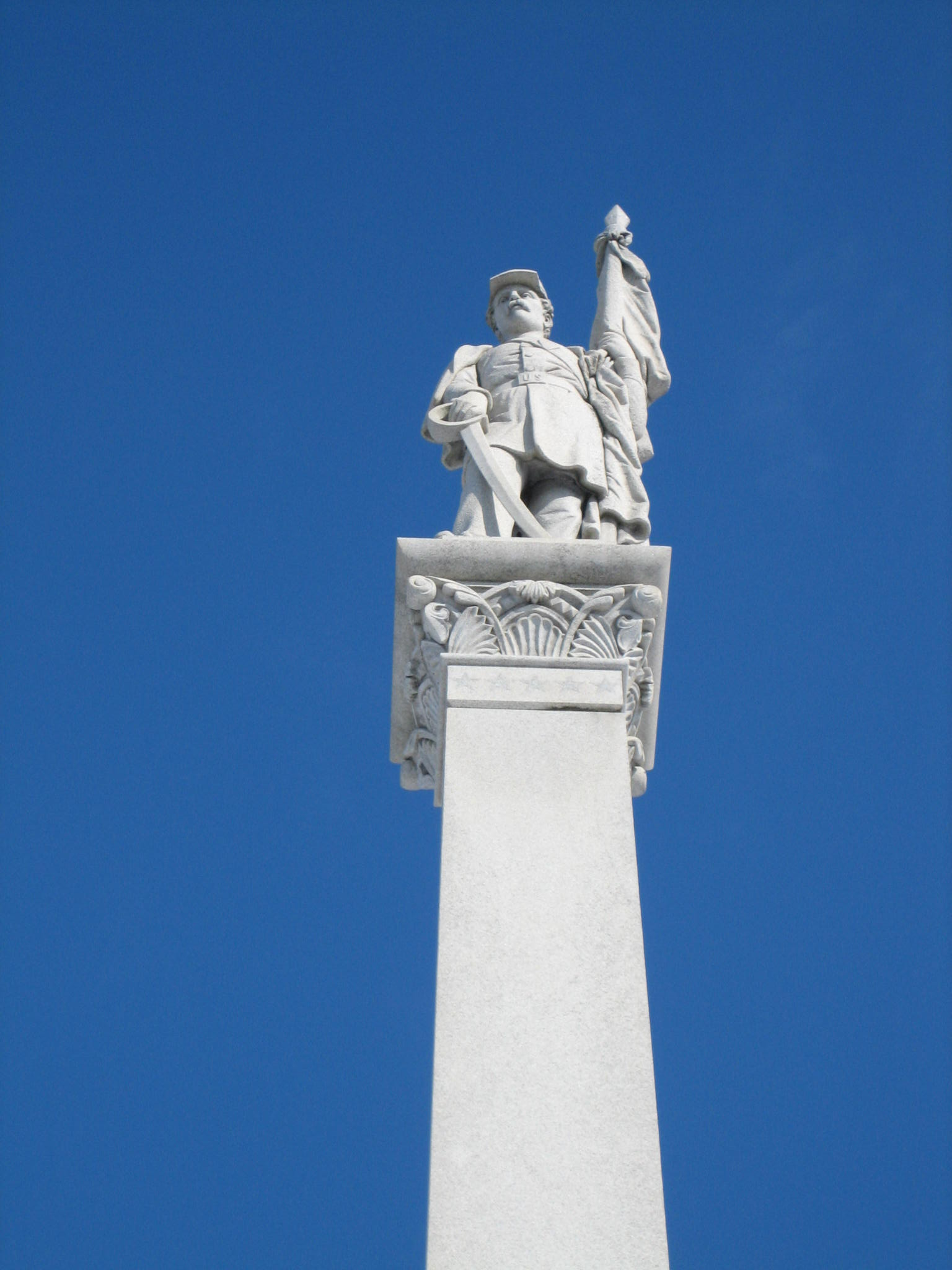
Fotografía de la figura de lo alto del obelisco.

Las dos estatuas de cobre, cada una de 1,8 metros de altura, flanquean el obelisco, en cuyo extremo se eleva una estatua de piedra de un soldado en lugar del típico acabado de un obelisco. La figura de lo alto del obelisco de granito representa un soldado de la Guerra de Secesión con bigote vestido con una chaqueta larga, una capa y un sombrero. La figura empuña su espada con la mano derecha, apoyando su punta en el extremo de su pie derecho. En su mano izquierda porta una bandera. Debajo de la cúspide del obelisco, en la base del monumento, hay dos figuras adicionales, una de un soldado federal y otro confederado. El soldado de la Unión está vestido con un sombrero, una chaqueta larga y una capa, de igual forma que la figura de lo alto del obelisco. El soldado de la Confederación, situado en el lado este de la base, está vestido con un sombrero de ala y una chaqueta corta.

## Importancia
En 1974, el Illinois Historic Sites Survey Inventory consideró que el DeKalb County Civil War Memorial era importante en las áreas escultórica y militar. En los tiempos del estudio de 1974, se consideró que el monumento se encontraba en un estado "excelente" y "no modificado". También es una de las pocas esculturas del condado de DeKalb incluidas en el Smithsonian Institution Research Information System (SIRIS) del Smithsonian American Art Museum. También es una propiedad contribuidora (contributing property) del Distrito Histórico de Sycamore (Sycamore Historic District). El distrito histórico pasó a formar parte del Registro Nacional de Lugares Históricos el 2 de mayo de 1978. Como parte del Distrito Histórico de Sycamore, el National Register clasificó al monumento como "objeto".